# Patrick du Chau
Patrick du Chau (nascido em 9 de fevereiro de 1959) é um ex-ciclista belga. Competiu como representante de seu país nos Jogos Olímpicos de Verão de 1980, onde a equipe belga terminou em décimo sexto lugar.